# Juli 2020
Dit artikel geeft een chronologisch overzicht van de belangrijkste gebeurtenissen per dag in de maand juli van het jaar 2020.

## Gebeurtenissen

### 1 juli
- USMCA, het nieuwe handelsverdrag tussen Canada, de Verenigde Staten en Mexico, treedt in werking. Het verdrag vervangt de Noord-Amerikaanse Vrijhandelsovereenkomst (NAFTA).[1]

### 2 juli
- Door een aardverschuiving in een jademijn in Hpakant, in het noorden van Myanmar, vallen zeker 113 doden.[2]
- In Israël worden de COVID-19-maatregelen weer aangescherpt, na een recordstijging van het aantal besmettingen.[3]

### 3 juli
- De Franse eerste minister Édouard Philippe en zijn regering dienen hun ontslag in. Jean Castex wordt de nieuwe premier en krijgt als taak een nieuwe regering te vormen.[4]
- Bij de grootste operatie die ooit is uitgevoerd door de Britse politie worden meer dan zevenhonderd criminelen opgepakt. Miljoenen euro's, duizenden kilo's harddrugs en tientallen wapens worden in beslag genomen. Elk Brits politiekorps werkte mee aan de operatie.[5]
- Het Koning Leopold-gebergte in Australië wordt hernoemd tot Wunaamin-Miliwundi-gebergte, als gevolg van de Black Lives Matter-protesten die onder meer het zeer omstreden verleden van Leopold II in Congo opnieuw boven hebben gehaald.[6]

### 7 juli
- De Australische stad Melbourne gaat voor zes weken in lockdown, na een nieuwe opleving van het COVID-19-virus. In een dag tijd zijn er 191 nieuwe besmettingsgevallen gemeld.[7]

### 9 juli
- Sergej Foergal, de gouverneur van de Russische regio Chabarovsk, wordt gearresteerd op verdenking van onder meer betrokkenheid bij moord op enkele zakenlieden aan het begin van deze eeuw.[8] Foergals arrestatie lokt grootschalige demonstraties uit, die wekenlang zullen aanhouden.[9]

### 10 juli
- Nederland daagt Rusland voor het Europees Hof voor de Rechten van de Mens vanwege het Russische aandeel in het neerhalen van vlucht MH17 om op deze manier klachten die nabestaanden van de ramp bij het Hof hebben ingediend te ondersteunen.[10]
- De Wereldgezondheidsorganisatie maakt bekend dat onderzoekers het komend weekend zullen afreizen naar China om de oorsprong van het SARS-CoV-2-virus te achterhalen.[11]

### 12 juli
- De Wereldgezondheidsorganisatie meldt dat er de afgelopen 24 uur wereldwijd 230.370 nieuwe COVID 19-besmettingen bij zijn gekomen, een recordhoog aantal nieuwe besmettingen binnen één dag.[12]

### 13 juli
- De zittende Poolse president Andrzej Duda wint de verkiezingen, met iets meer dan de helft van de stemmen.[13]

### 17 juli
- In de VS worden meer dan 70.000 nieuwe COVID 19-besmettingen in de afgelopen 24 uur gemeld. Niet eerder waren er in de VS zo veel besmettingen met het virus op één dag.[14] (Lees verder)

### 18 juli
- Bij een grote brand in de kathedraal van Nantes gaan onder meer het beroemde orgel en een schilderij van Hippolyte Flandrin verloren. Een 39-jarige man uit Rwanda, die als vrijwilliger in de kathedraal werkte, bekent een week later de brand te hebben aangestoken.[15]

### 19 juli
- De Johns Hopkins-universiteit meldt dat er nu wereldwijd meer dan 14 miljoen mensen met SARS-CoV-2-virus besmet zijn of dit zijn geweest. Meer dan 600.000 mensen zijn aan het virus overleden.[16]

### 21 juli
- Na vier dagen onderhandelen bereikt de Europese Raad overeenstemming over een EU-herstelplan voor de coronacrisis, NextGenerationEU.[17]

### 22 juli
- Oekraïne, Rusland en de Organisatie voor Veiligheid en Samenwerking in Europa bereiken een overeenkomst over een staakt-het-vuren tussen regeringstroepen en pro-Russische separatisten in Oost-Oekraïne. Daarmee moet een einde komen aan de in 2014 uitgebroken oorlog.[18]

### 23 juli
- China lanceert vanuit Hainan (in de Zuid-Chinese Zee) zijn eerste raket naar Mars, de Tianwen-1. De raket moet Mars over zeven maanden bereiken.[19]

### 27 juli
- Bij een aanval op een dorp in de Sudanese regio Darfur vallen zeker 60 doden. In het gebied is het al een week onrustig.[20]

### 29 juli
- De  Koninklijke Nederlandse Gymnastiek Unie  (KNGU) zet het programma van de turnvrouwenselectie gedurende het onderzoek naar grensoverschrijdend gedrag in de sport stil. De zes betrokken coaches mogen tijdelijk hun functie niet uitoefenen. Een van hen, Vincent Wevers, is beschuldigd van grensoverschrijdend gedrag.

### 30 juli
- Als gevolg van de coronacrisis is de economie van de Verenigde Staten in het tweede kwartaal van 2020 met 9,5% gekrompen. Het is de sterkste daling sinds het begin van de metingen.[21] De economie van Duitsland is als gevolg van de crisis met ruim 10% gekrompen.[22]

## Overleden
<< · januari · februari · maart · april · mei · juni · juli · augustus · september · oktober · november · december · >>